# Moravské Lieskové
Moravské Lieskové (węg. Morvamogyoród) – wieś i gmina (obec) w powiecie Nowe Miasto nad Wagiem, w kraju trenczyńskim, w zachodniej Słowacji.

## Historia
W dokumentach historycznych wieś została wspomniana po raz pierwszy w 1398.

## Geografia
Wieś leży u podnóża Białych Karpat w dolinie rzeki Klanečnice, 8 km na północny zachód od Nowego Miasta nad Wagiem. Centrum wsi leży na wysokości 250 m n.p.m. Gmina zajmuje powierzchnię 36,421 km², z czego ponad połowa znajduje się w obszarze chronionym Białych Karpat.

## Demografia
Wieś liczy około 2573 osób (dane z 2016). Istnieje kilka osiedli o różnorodnych nazwach. Głównymi częściami gminy są: Moravské Lieskové, Brestové, Bučkovec i Šance. Po obu stronach rzeki Klanečnice otaczającej pagórkowaty teren znajduje się wiele mniejszych wsi.